# Federación Mexicana de Atletismo
Federación Mexicana de Atletismo (FMAA) – meksykańska narodowa federacja lekkoatletyczna, która należy do NACAC. Siedziba znajduje się w Iztacalco, a prezesem jest Antonio Lozano.
FMAA była przyjęta do IAAF w 1926 roku.
FMAA została założona w 1925 roku jako Federación Atlética Nacional or Federación Atlética Mexicana i po zmianie nazwy na Federación Mexicana de Atletismo (FMA) przystąpiła do IAAF w 1933 roku. Ostatnio, w maju 2011 r. została stworzona Federación Mexicana de Asociaciones de Atletismo  (FMAA), która zastąpiła wcześniej działający związek.